# Matilda and the Spare Head
Pour plus de détails, voir Fiche technique et Distribution.
Matilda and the Spare Head est un court métrage lituanien écrit et réalisé par Ignas Meilūnas et sorti en 2019.
Le film traite des méthodes d'apprentissage scolaire et du rôle des parents et de l'école dans l'éducation des jeunes enfants.

## Synopsis
Matilda est une jeune fille qui rêve de devenir la personne la plus intelligente du monde. Lorsque toutes ses connaissances ne tiennent plus dans sa tête, sa mère lui en achète une autre. Deux têtes valent mieux qu'une, mais Matilda s'embrouille et ne sait plus très bien quelle tête elle doit porter et à quel moment de la journée. Dans la confusion, elle finit par perdre sa deuxième tête.

## Fiche technique
- Titre international : Matilda and the Spare Head
- Titre original : Matilda ir atsarginė galva
- Réalisation : Ignas Meilūnas
- Scénario : Ignas Meilūnas, Dangiras Bugas, Milos Macourek
- Photographie : Simonas Glinskis
- Animation : Anni Oje, Ignas Meilūnas
- Son: Julius Grigelionis
- Décors : Antanas Dubra
- Production : Marija Razgutė
- Société de production : M-Films
- Société de distribution : Miyu
- Pays de production : Lituanie
- Langue originale : lituanien
- Format : couleur
- Genre : drame
- Durée : 12 minutes
- Sortie :  
  - France : 15 juin 2019 (première internationale au Festival International du Film d'Animation d'Annecy)[2]
  - Lituanie : 21 mars 2020 (première nationale)

## Distribution
- Rusne Savickaite : Matilda
- Ignas Meilūnas :  Principal
- Rytis Saladzius
- Dovile Sarutyte

## Production
Ce film est la deuxième collaboration du réalisateur Ignas Meilūnas et de la productrice et fondatrice de M-Films Marija Razgutė. Son premier court métrage d'animation et fiction, Woods, aussi produit par M-Films, remporte en 2015  le prix de la meilleure animation décerné par l'Académie du cinéma lituanien.
Le scénario du film est basé sur un conte intitulé A Little Girl with a Spare Head du poète, dramaturge, auteur et scénariste tchèque Miloš Macourek.
Le tournage a eu lieu à Vilnius (Lituanie). Une exposition à la galerie Pamėnkalnio (Vilnius, Lituanie) du 03 mars 2020 au 03 avril 2020 présente le processus de création de ce nouveau court-métrage en stop-motion, notamment les décors du film, les personnages, et un grand nombre d'accessoire et d'objets relatif au film tels que pour les expressions faciales, des croquis, des story-boards et des making-of.
Le film est projeté dans plus de 50 festivals internationaux entre 2019 et 2021 et se qualifie dans la pré-sélection des Oscars 2022,.

## Récompenses
- Festival International d'u film d'animation d'Ottawa 2020 (Canada) : Prix du Jeune Public[9]
- Festival du film Nuits noires de Tallinn (Lettonie) 2020 : Prix du meilleur court métrage d'animation
- Festival international du film pour enfants et adolescents d'Olympe (Grèce) 2020 : Prix du meilleur film d'animation
- Festival international du film pour enfants de New York (États-Unis) 2021 : Prix du meilleur court métrage d'animation
- Festival d'Animation de Fredrikstad (Norvège) 2021 : Prix Gunnar d'or du meilleur film pour enfant
- Académie nationale du cinéma Lituanien 2021 : Prix du meilleur film d'animation
- Festival du film d'animation de Lisbonne (Portugal) 2021 : Prix du meilleur court métrage d'animation
- Festival du film de Zlin (République Tchèque) 2021 : Prix du meilleur court métrage pour enfants,